# 720
720 (DCCXX) fue un año bisiesto comenzado en lunes del calendario juliano, en vigor en aquella fecha.

## Acontecimientos
- Los Omeyas conquistan la Galia, el gobernador Al-Samh continúa su campaña; hace de Narbona la capital de la Septimania musulmana (sur de Francia), y la utiliza como base para las razzias. El rey Ardón es asesinado, y se convierte en el último gobernante de los reyes visigodos de Hispania. Algunos visigodos se niegan a adoptar la fe islámica, y huyen al norte de Aquitania. Esto marca el final del Reino Visigótico.
- Las fuerzas musulmanas bajo Al-Samh comienzan el sitio de Carcasona, ciudad fortificada visigoda situada en el Languedoc-Rosellón.
- Los Omeyas conquistan Transoxiana, el primer ataque de Turgesh contra los musulmanes en Transoxiana conduce al asedio y alivio de la guarnición de los Omeyas en la fortaleza Qasr al-Bahili, cerca de Samarkanda.
- Yazid ibn al-Muhallab, exgobernador de Irak, se subleva y es derrotado en Basra por las fuerzas omeyas bajo al-Abbás ibn al-Walid y Maslama ibn Abd al-Malik. Es arrestado y ejecutado.
- El califa Úmar II es envenenado por un sirviente, y muere en Alepo (Siria) después de 3 años de reinado. Le sucede su primo Yazid II.
- El Califato Omeya alcanza su máxima extensión en Hispania, controlando todo el territorio excepto una pequeña región en el norte, el Reino de Asturias.
- Nihonshoki, el segundo libro más antiguo sobre la historia de Japón, es completado.
- Batallas de Pencon, Hehil y Garth Maelog, entre los britanos y los anglosajones.
- El rey Ine de Wessex construye una iglesia de piedra en la Abadía de Glastonbury en Somerset.
- El emperador León III asegura la frontera bizantina, al invitar a los colonos eslavos a los distritos despoblados del Thema Tracesiano (Asia Menor Occidental). Realiza una serie de reformas civiles y reorganiza la estructura de themas en la región del Egeo. Su hijo de 2 años Constantino V es asociado al trono y casado con Tzitzak, hija del gobernante jázaro (khagan) Bihar.

## Nacimientos
- Mayo: Bertrada de Laon, madre de Carlomagno.

## Fallecimientos
- Ardón, rey visigodo.
- Úmar II, califa de los Omeyas.
- Fujiwara no Fuhito, estadista y miembro de la corte imperial japonesa.
- Odilia de Alsacia, noble y religiosa franca, canonizada por León IX.